# Puchar Sześciu Narodów U-20 2023
Puchar Sześciu Narodów U-20 2023 – szesnasta edycja Pucharu Sześciu Narodów U-20, międzynarodowych rozgrywek w rugby union dla reprezentacji narodowych do lat dwudziestu. Zawody odbyły się w dniach 3 lutego – 19 marca 2023  roku, a zwyciężyła w nich reprezentacja Irlandii, która pokonała wszystkich rywali i tym samym zdobyła dodatkowo Wielkiego Szlema.

## Mecze
| 3 lutego 202318:30 | Włochy U-20 | 27:28(17:20) | Francja U-20                                                                     | Stadio comunale di Monigo, Treviso Sędzia: Reuben Keane |
| 3 lutego 202318:30 | Francois Carlo Mey 5 (P) Giovanni Sante 2 (pd) Matthias Douglas 5 (P) Marcos Francesco Gallorini 5 (P) Carlos Berlese 5 (P) Matteo Rubinato 5 (P) | 27:28(17:20) | Mael Moustin 5 (P) Simon Tarel 8 (pd 2K) Mathis Castro 5 (P) Axel Desperes 3 (K) | Stadio comunale di Monigo, Treviso Sędzia: Reuben Keane |
| 3 lutego 202318:30 | Destiny Aminu | 27:28(17:20) | Lenni Nouchi · Mathis Castro                                                     | Stadio comunale di Monigo, Treviso Sędzia: Reuben Keane |

| 3 lutego 202319:00 | Walia U-20                                                                           | 27:44(15:14) | Irlandia U-20 | Stadiwm CSM, Colwyn Bay Sędzia: Luc Ramos |
| 3 lutego 202319:00 | Llien Morgan 10 (2P) Louie Hennessey 5 (P) Daniel Edwards 7 (2pd K) Sam Scarfe 5 (P) | 27:44(15:14) | James Nicholson 5 (P) Hugh Cooney 5 (P) Sam Prendergast 8 (pd 2K) Paddy McCarthy 5 (P) Conor O'Tighearnaigh 5 (P) Ruadhan Quinn 5 (P) Harry West 2 (pd) Henry McErlean 5 (P) | Stadiwm CSM, Colwyn Bay Sędzia: Luc Ramos |
| 3 lutego 202319:00 | Daniel Edwards                                                                       | 27:44(15:14) | | Stadiwm CSM, Colwyn Bay Sędzia: Luc Ramos |

| 3 lutego 202319:00 | Anglia U-20 | 41:36(31:20) | Szkocja U-20                                                                        | Twickenham Stoop, Londyn Sędzia: Angus Mabey |
| 3 lutego 202319:00 | Sam Harris 11 (4pd K) Tobias Elliott 5 (P) Josh Hathaway 15 (3P) Finn Carnduff 5 (P) Chandler Cunningham-South 5 (P) | 41:36(31:20) | Richie Simpson 17 (pd 5K) Harris McLeod 5 (P) Liam McConnell 5 (P) Rudi Brown 5 (P) | Twickenham Stoop, Londyn Sędzia: Angus Mabey |

| 10 lutego 202319:00 | Anglia U-20 | 32:25(20:8) | Włochy U-20 | Kingsholm Stadium, Gloucester Sędzia: Ben Breakspear |
| 10 lutego 202319:00 | Sam Harris 12 (P 2pd K) Tobias Elliott 5 (P) Rekeiti Ma'asi-White 5 (P) Chandler Cunningham-South 5 (P) Afolabi Fasogbon 5 (P) | 32:25(20:8) | Francois Carlo Mey 2 (pd) Giovanni Sante 3 (K) Andrea Bruniera 2 (pd) Destiny Aminu 10 (2P) Marcos Francesco Gallorini 5 (P) Filippo Bozzoni 5 (P) | Kingsholm Stadium, Gloucester Sędzia: Ben Breakspear |
| 10 lutego 202319:00 | Josh Hathaway · Archie McArthur                                                                                                | 32:25(20:8) | Nicholas Gasperini | Kingsholm Stadium, Gloucester Sędzia: Ben Breakspear |

| 10 lutego 202319:15 | Szkocja U-20                                                          | 18:17(8:0) | Walia U-20                                                   | Scotstoun Stadium, Glasgow Sędzia: Reuben Keane |
| 10 lutego 202319:15 | Dan King 3 (K) Ben Afshar 3 (K) Liam McConnell 5 (P) Rudi Brown 5 (P) | 18:17(8:0) | Daniel Edwards 7 (2pd K) Morgan Morse 5 (P) Oli Andrew 5 (P) | Scotstoun Stadium, Glasgow Sędzia: Reuben Keane |
| 10 lutego 202319:15 | Archie Hughes · Morgan Morse · Dylan Kelleher-Griffiths · Lewis Lloyd | 18:17(8:0) |                                                              | Scotstoun Stadium, Glasgow Sędzia: Reuben Keane |

| 10 lutego 202320:00 | Irlandia U-20                                                                         | 33:31(20:14) | Francja U-20 | Musgrave Park, Cork Sędzia: Angus Mabey |
| 10 lutego 202320:00 | Hugh Gavin 5 (P) Sam Prendergast 18 (3pd 4K) Paddy McCarthy 5 (P) Brian Gleeson 5 (P) | 33:31(20:14) | Theo Attissogbe 5 (P) Enzo Benmegal 5 (P) Tom Raffy 4 (2pd) Hugo Auradou 5 (P) Brent Liufau 5 (P) Lenni Nouchi 5 (P) Hugo Reus 2 (pd) | Musgrave Park, Cork Sędzia: Angus Mabey |
| 10 lutego 202320:00 | George Hadden · Diarmuid Mangan                                                       | 33:31(20:14) | Zaccharie Affane · Lenni Nouchi | Musgrave Park, Cork Sędzia: Angus Mabey |

| 24 lutego 202319:15 | Walia U-20                                | 21:37(14:22) | Anglia U-20 | Stadiwm CSM, Colwyn Bay Sędzia: Eoghan Cross |
| 24 lutego 202319:15 | Daniel Edwards 4 (2pd) Oli Andrew 10 (2P) | 21:37(14:22) | Rekeiti Ma'asi-White 5 (P) Sam Harris 7 (2pd K) Tobias Elliott 5 (P) Joseph Woodward 5 (P) Josh Hathaway 5 (P) Ben Waghorn 10 (2P) | Stadiwm CSM, Colwyn Bay Sędzia: Eoghan Cross |
| 24 lutego 202319:15 | Josh Hathaway                             | 21:37(14:22) | | Stadiwm CSM, Colwyn Bay Sędzia: Eoghan Cross |

| 24 lutego 202319:15 | Włochy U-20 | 27:44(8:27) | Irlandia U-20 | Stadio comunale di Monigo, Treviso Sędzia: Hollie Davidson |
| 24 lutego 202319:15 | Francois Carlo Mey 5 (P) Giovanni Sante 7 (2pd K) Giovanni Quattrini 5 (P) Jacopo Botturi 5 (P) Nicholas Gasperini 5 (P) | 27:44(8:27) | Hugh Cooney 5 (P) Sam Prendergast 19 (5pd 3K) Fintan Gunne 8 (P K) James McNabney 5 (P) Brian Gleeson 5 (P) Rory Telfer 5 (P) | Stadio comunale di Monigo, Treviso Sędzia: Hollie Davidson |

| 24 lutego 202319:15 | Francja U-20 | 54:12(33:12) | Szkocja U-20                                                                    | Stade Armandie, Agen Sędzia: Federico Vedovelli |
| 24 lutego 202319:15 | Mathis Ferte 5 (P) Arthur Mathiron 5 (P) Hugo Reus 12 (6pd) Leo Carbonneau 5 (P) Lenni Nouchi 10 (2P) Oscar Jegou 5 (P) Zaccharie Affane 5 (P) | 54:12(33:12) | Richie Simpson 2 (pd) Ruairaidh Hart 5 (P) Rudi Brown 5 (P) Geordie Gwynn 5 (P) | Stade Armandie, Agen Sędzia: Federico Vedovelli |

| 10 marca 202319:15 | Włochy U-20 | 29:25(12:15) | Walia U-20                                                                               | Stadio comunale di Monigo, Treviso Sędzia: Anthony Woodthorpe |
| 10 marca 202319:15 | Alessandro Gesi 5 (P) Giovanni Sante 2 (pd) Marcos Francesco Gallorini 5 (P) Destiny Aminu 5 (P) Alex Artuso 5 (P) | 29:25(12:15) | Harri Houston 5 (P) Daniel Edwards 10 (2pd 2K) Archie Hughes 5 (P) Lucas De La Rua 5 (P) | Stadio comunale di Monigo, Treviso Sędzia: Anthony Woodthorpe |
| 10 marca 202319:15 | Dylan Kelleher-Griffiths                                                                                           | 29:25(12:15) |                                                                                          | Stadio comunale di Monigo, Treviso Sędzia: Anthony Woodthorpe |

| 10 marca 202319:15 | Szkocja U-20                          | 7:82(0:47) | Irlandia U-20 | Scotstoun Stadium, Glasgow Sędzia: Takehito Namekawa |
| 10 marca 202319:15 | Luke Townsend 2 (pd) Corey Tait 5 (P) | 7:82(0:47) | Andrew Osborne 5 (P) Sam Prendergast 14 (7pd) Fintan Gunne 5 (P) Gus McCarthy 5 (P) Fiachna Barrett 5 (P) James McNabney 5 (P) Ruadhan Quinn 15 (3P) Danny Sheahan 5 (P) Diarmuid Mangan 5 (P) Liam Molony 5 (P) Oscar Cawley 5 (P) Matty Lynch 8 (4pd) Rory Telfer 5 (P) | Scotstoun Stadium, Glasgow Sędzia: Takehito Namekawa |
| 10 marca 202319:15 | Jake Parkinson                        | 7:82(0:47) | | Scotstoun Stadium, Glasgow Sędzia: Takehito Namekawa |

| 10 marca 202320:00 | Anglia U-20         | 7:42(0:13) | Francja U-20 | The Recreation Ground, Bath Sędzia: Hollie Davidson |
| 10 marca 202320:00 | Sam Harris 7 (P pd) | 7:42(0:13) | Emilien Gailleton 5 (P) Leo Drouet 5 (P) Hugo Reus 17 (4pd 3K) Louis Penverne 5 (P) Cyriac Guilly 5 (P) Mathis Castro 5 (P) | The Recreation Ground, Bath Sędzia: Hollie Davidson |
| 10 marca 202320:00 | Esteban Capilla     | 7:42(0:13) | | The Recreation Ground, Bath Sędzia: Hollie Davidson |

| 19 marca 202315:00 | Szkocja U-20                                                   | 17:40(10:5) | Włochy U-20 | Scotstoun Stadium, Glasgow Sędzia: Morné Ferreira |
| 19 marca 202315:00 | Dan King 5 (P) Richie Simpson 7 (2pd K) William Robinson 5 (P) | 17:40(10:5) | Giovanni Sante 2 (pd) Simone Brisighella 8 (4pd) Sebastiano Battara 5 (P) Giovanni Quattrini 5 (P) Marcos Francesco Gallorini 10 (2P) Jacopo Botturi 5 (P) Nicholas Gasperini 5 (P) | Scotstoun Stadium, Glasgow Sędzia: Morné Ferreira |
| 19 marca 202315:00 | Filippo Lavorenti · Lorenzo Elettri                            | 17:40(10:5) | | Scotstoun Stadium, Glasgow Sędzia: Morné Ferreira |

| 19 marca 202318:00 | Irlandia U-20                                                                                           | 36:24(12:7) | Anglia U-20                                                                                          | Musgrave Park, Cork Sędzia: AJ Jacobs |
| 19 marca 202318:00 | Hugh Gavin 10 (2P) Sam Prendergast 6 (3pd) Fintan Gunne 5 (P) George Hadden 5 (P) Brian Gleeson 10 (2P) | 36:24(12:7) | Sam Harris 5 (pd K) Tobias Elliott 10 (2P) Lewis Chessum 5 (P) Sam Worsley 4 (2pd) Joe Jenkins 5 (P) | Musgrave Park, Cork Sędzia: AJ Jacobs |
| 19 marca 202318:00 | Tobias Elliott · Monty Bradbury                                                                         | 36:24(12:7) | | Musgrave Park, Cork Sędzia: AJ Jacobs |

| 19 marca 202321:00 | Francja U-20 | 67:17(34:3) | Walia U-20                                       | Stade Charles-Mathon, Oyonnax Sędzia: Damian Schneider |
| 19 marca 202321:00 | Baptiste Jauneau 5 (P) Emilien Gailleton 5 (P) Louis Bielle-Biarrey 10 (2P) Leo Drouet 20 (4P) Paul Costes 2 (pd) Nicolas Depoortere 10 (2P) Axel Desperes 2 (pd) Posolo Tuilagi 5 (P) Leo Carbonneau 8 (4pd) | 67:17(34:3) | Daniel Edwards 12 (P 2pd K) Louis Fletcher 5 (P) | Stade Charles-Mathon, Oyonnax Sędzia: Damian Schneider |
| 19 marca 202321:00 | Thomas Lacombre · Mathis Castro | 67:17(34:3) |                                                  | Stade Charles-Mathon, Oyonnax Sędzia: Damian Schneider |